# 神奈川県立三浦臨海高等学校

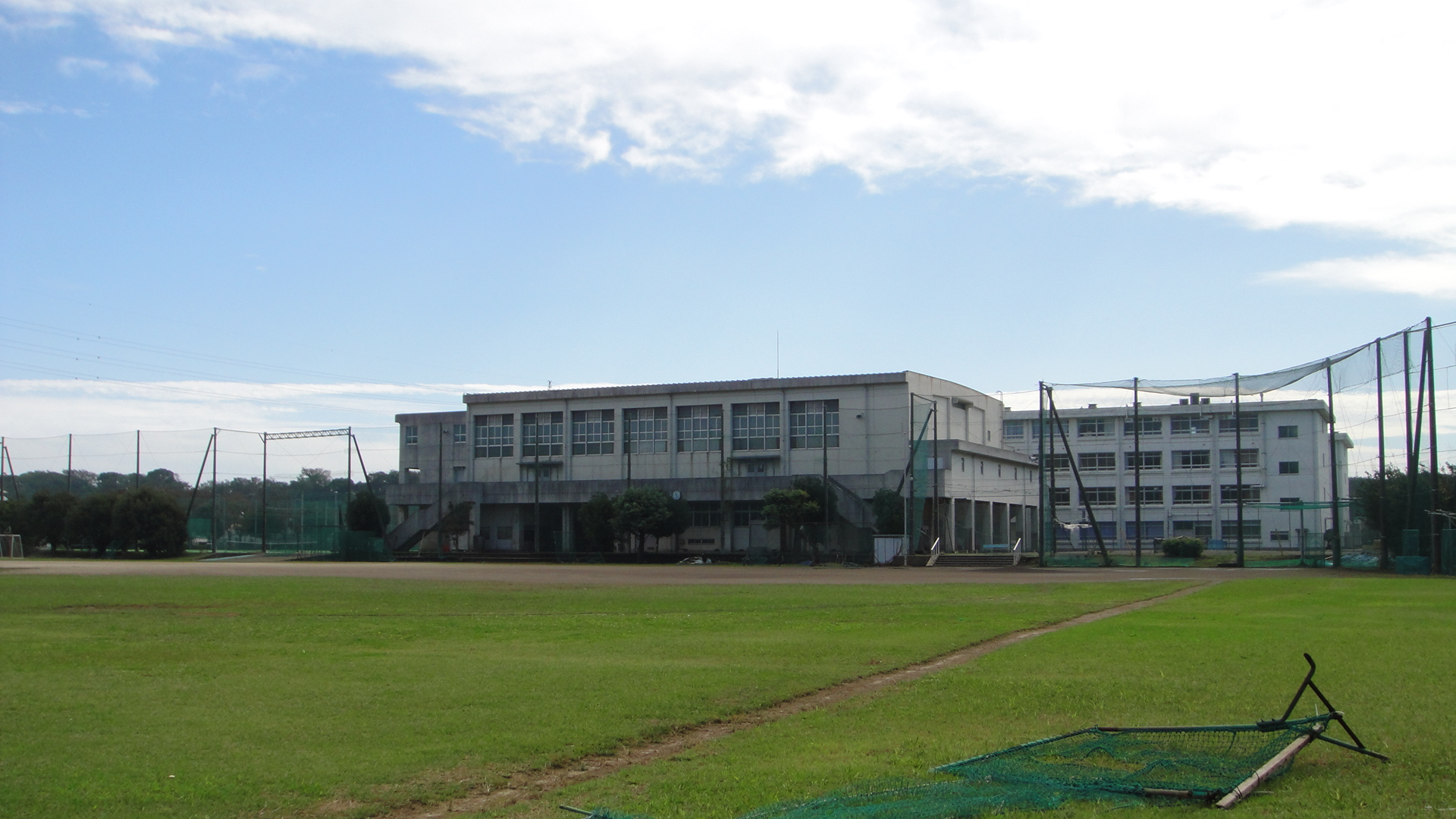
校庭側

神奈川県立三浦臨海高等学校（かながわけんりつ みうらりんかいこうとうがっこう）は、かつて神奈川県三浦市初声町入江に存在した公立の高等学校。

## 概要
県立初声高等学校と県立三崎高等学校の再編統合により開校した、単位制普通科高校。定員は1年次238名、34人×7クラス。ホームルームクラスは3年間同じでクラス替えはない。ほとんどの授業はその科目を選択した生徒によるレッスンクラスで実施。90分1日4コマ、2学期制を実施している。
2018年（平成30年） 4月、神奈川県立平塚農業高等学校初声分校との再編統合により、神奈川県立三浦初声高等学校が開校。旧三浦臨海高校の校地校舎は三浦初声高校入江キャンパスとして使用されている。

## 設置学科・系
- 単位制 普通科
  - 人文系
  - 環境科学系
  - 健康系
  - 情報系

## 沿革

### 三崎高校

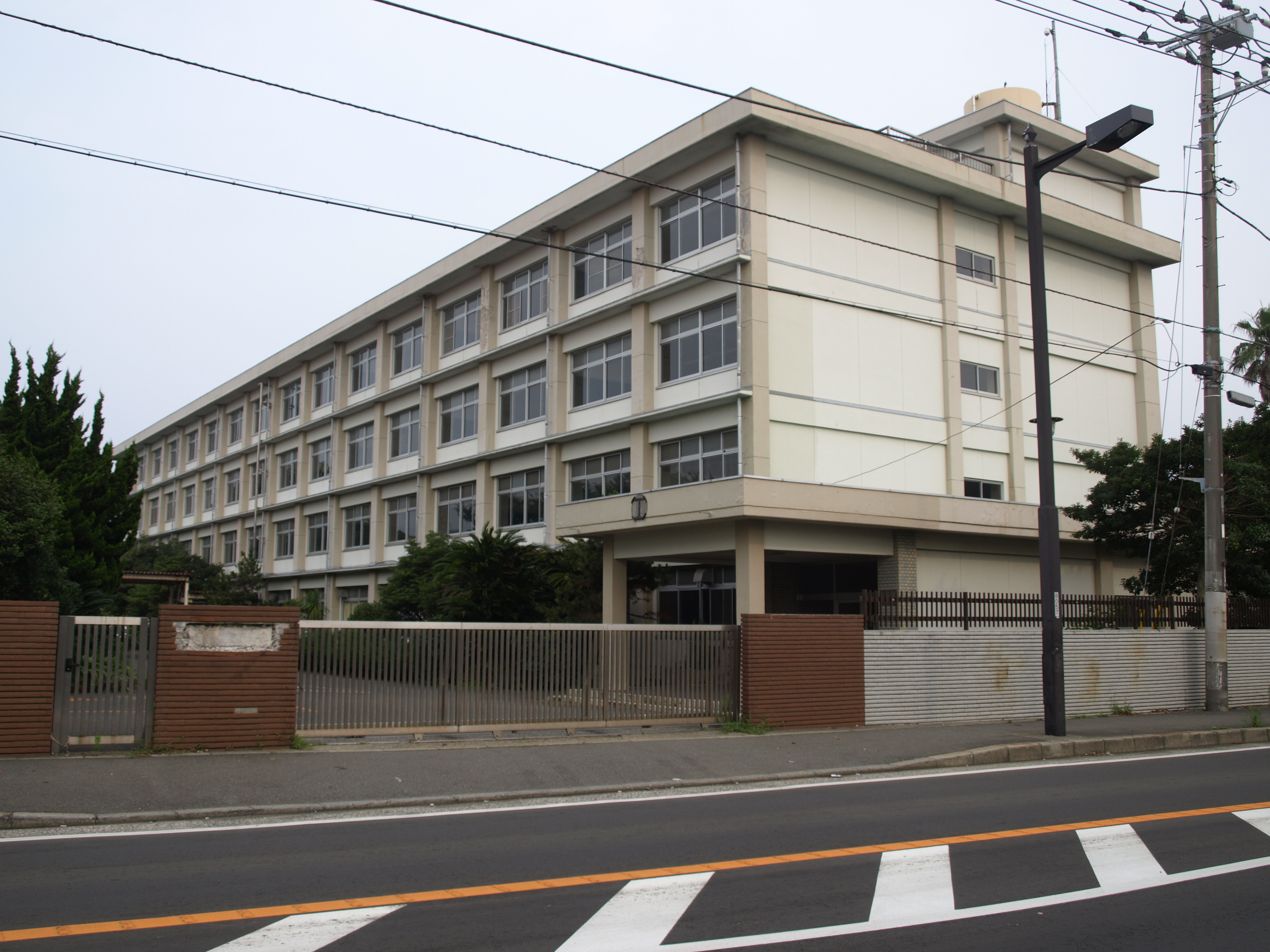
旧：三崎高等学校　2009/7/5撮影

- 1933年（昭和8年）4月 - 三崎町立三崎実科高等女学校として三崎尋常高等小学校校内に開校[3][4][5][6]。
- 1935年（昭和10年）5月 - 三浦郡旧三崎町日の出町（現在の三浦市城山）に新校舎完成[5]、移転[4]。
- 1943年（昭和18年）4月1日 - 三崎町立高等女学校と改称[5][6]。
- 1948年（昭和23年）4月15日 - 三崎町立三崎高等学校となる[5][6]。
- 1950年（昭和25年）11月1日 - 神奈川県立三崎高等学校となる[5][6]。
- 1953年（昭和28年）4月23日 - 前年に落成した旧三崎町初声町の新校舎に移転[5]。
- 2004年（平成16年）3月 - 県立初声高等学校との再編統合により閉校[6]。
  - 三浦臨海高校に統合後も旧三崎高校校舎は2007年（平成19年）から2010年（平成22年） にわたり「ロックの学園」としてイベントに使用されたほか[7]、2015年（平成27年）まで映画やドラマ等の映像作品の撮影に使用された。撮影された作品は500本以上にのぼり、解体を惜しむ声もあったものの[6]、2016年（平成28年）に解体された[8]。
  - 校舎は三浦市初声町下宮田5に所在した。跡地の一部には、2017年（平成29年）3月に三浦消防署新庁舎が完成している[9]。その他の敷地については、三浦市の市⺠交流センターとベイシアが入る複合施設が計画されており、建物は2018年（平成30年）12⽉に完成予定[10]。

### 初声高校
- 1982年（昭和57年） - 神奈川県立初声高等学校創立[6]。
- 2004年（平成16年）3月 - 県立三崎高等学校との再編統合により閉校[11]。

### 三浦臨海高校
- 2004年（平成16年）4月 - ともに県立である初声高等学校と三崎高等学校が再編統合して開校[6]。
- 2018年（平成30年）4月 - 神奈川県立平塚農業高等学校初声分校と統合され、神奈川県立三浦初声高等学校が開校。当地は三浦初声高校の入江キャンパスとして引き続き使用されている[1][2]。

## 校舎
旧初声高校の校地と校舎を使用。
- 4階建て（一部3階建て）
- 1階にはカフェテリア、2階にはロッカールーム、3階にはバームクーヘン（生徒用自習室、2室）、視聴覚室。
- 4階にはコンピュータ教室（2室）、CALL教室（PCによる英語学習室、2室）を設置。全天候型テニスコート2面。

## 特色
- 自分で作るカリキュラム - 入学前に1年次は必履修科目科目を中心に科目選択をする。その後、1年次と2年次の7月に各自の進路希望に合わせ翌年の科目選択をして卒業までの履修計画を作成する。ホームルームクラスで授業することはないので、ひとりひとり個別の時間割となる。大学と同じような履修計画の作り方。
- 90分授業 - 1日90分×4コマ。数名から30名での少人数授業による教科指導。レッスンクラスは自らその科目を選択した人だけで構成されるので、意欲的に授業に取り組む。単位制は学年による区別がないため、1年生から3年生まで一緒に授業を受けることもある。
- 履修形態 - 学習指導要領で必ず履修することが決まっている十数個の必履修科目以外は各自の進路にあわせて自由に選択できる。受験科目を重点的に選ぶことも、苦手科目を避けることも可能。学習指導要領にある科目は原則すべて開講され、学校設定科目も多い。短期集中講座（夏季休業中に、マリンスポーツ、伝統芸能など）も実施している。卒業には最低でも74単位以上修得しなければならないが、進路希望にあわせて90単位以上修得する生徒もいる。
- ガイダンス体制 - 3年間変わらない担任、スクールカウンセラーなどが、自分で考えて選ぶこと、自分が選んだことに責任を持つことが求められる単位制高校での学校生活をサポートする。
- 個を伸ばす教育 - 体育祭はなく、臨高祭という文化祭が10月にある。参加したい人は自分たちで仲間を集め企画を考える。制服がないのも毎日その日にふさわしい服装を自分で考え選ぶのが目的だが、好みの制服風ファッションで登校する生徒も多い。ただし、2012年度入学生から制服が導入され、文化祭でもクラス参加が導入されている。
- 校外活動の単位認定 - 漢字検定、ボランティア活動などの成果や連携する大学での授業も単位認定され卒業単位に含まれる。2学期制で学期ごとの講座履修と単位認定が可能なため、3年と半年で卒業する生徒もいる。

## 学校生活
生徒により時間割が異なるため登校時間および下校時間もまちまちで、SHR（ショートホームルーム）はない。ただし、2012年度から１年次は朝のSHRが週に3回ある。
1コマ90分の授業はごく一部を除きホームルームクラスごとではなく、選択した科目ごとのレッスンクラスで受けるのでホームルームクラスの友達と一緒ではない。授業は最多でも30人程度の少人数で実施されており、10人程度の授業も多くきめ細かな教科指導がなされる。自由な雰囲気の一方で、授業に遅刻すると出席と認められず、学習態度やテストでもそれなりの結果を出さないと単位も修得できないので、厳しい自己管理が求められる。
時間割に授業のない空き時間ができた場合は、カフェテリア（学食）やバームクーヘンという自習室で次の授業まで各自思い思いに過ごす。文芸部や漫画部など音を出さない文化部は空き時間を使って部活動もできる。
文化部の数は高校としては多く、声優部や箏曲（そうきょく）部などユニークなものもある。音を出す吹奏楽部や太鼓部などの文化部や野球部やサッカー部などの運動部は放課後のみの活動である。高校だが、大学生の学校生活と似ている部分がある。
修学旅行（三浦臨海高校では「研修旅行」と称する）の行先は沖縄県（平和学習）、ブリティシュヒルズ（福島県で国内英語留学）、神戸・大阪（郷土学習）の3方面となっている。

## 交通
- 京急久里浜線三崎口駅 徒歩18分。または三崎口駅の3番バス乗り場から横須賀/横須賀市民病院/荒崎方面行きのバスで3分、宮田バス停下車徒歩3分。

## 著名な出身者
- 伊藤一朗（Every Little Thing、旧初声高校出身）[12]
- 睦月影郎（官能小説家、旧三崎高校出身）[12][13]
- 長島哲太（オートバイレーサー、旧三浦臨海高校出身）[14]